# 貝爾格勒反同性戀暴動

塞爾維亞同志平權運動的象徵：漆上彩虹旗的塞爾維亞地圖。

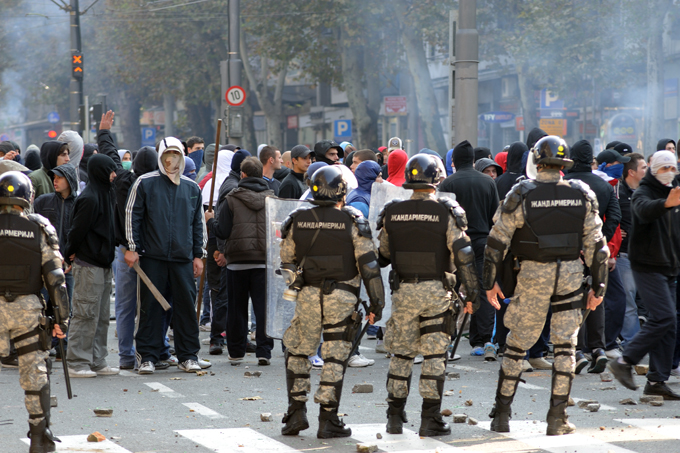
塞爾維亞鎮暴警察與反同性戀份子的對立。

貝爾格勒反同性戀暴動發生在2010年10月10日，塞爾維亞的同性戀者在首都貝爾格勒舉行驕傲遊行時遭反同性戀份子攻擊，造成數十名警察和民眾受傷。2010年的遊行是當地同志社群自2001年以來第一次舉辦的驕傲遊行，2009年雖曾有過籌辦計劃，但因受到暴力威脅而取消。
發起暴動的反同性戀份子以燃燒瓶、石塊、磚頭、玻璃瓶與鞭炮攻擊鎮暴警察，貝爾格勒警方一共派出5,000名警員參與鎮暴。警方以催淚瓦斯和橡皮子彈還擊，雙方都無人死亡。

## 事件結果
貝爾格勒警方表示，一共有78名警察和17位平民在暴動中負傷，101人因暴力行為遭到拘留；執政黨塞爾維亞民主黨總部車庫遭縱火，國家電視台大樓與其它政黨總部也遭到攻擊。2010年的這場驕傲遊行本被視為塞爾維亞政府對維護人權所做的成果，後者積極爭取加入歐盟，而歐盟一向強調不同性傾向權益平等。事件發生後，由斯洛維尼亞籍的歐洲議會議員耶爾科·卡欽（Jelko Kacin）主持的歐盟塞爾維亞觀察團表示，貝爾格勒反同性戀暴動或恐影響塞爾維亞加入歐盟。而前美國國務卿希拉蕊·柯林頓在訪問貝爾格勒後則稱讚塞爾維亞政府保護遊行參與者的舉動。